# Pedicularis angularis
Pedicularis angularis är en snyltrotsväxtart som beskrevs av Tsoong. Pedicularis angularis ingår i släktet spiror, och familjen snyltrotsväxter. Inga underarter finns listade i Catalogue of Life.